# Стефан Шапюиза
Стефа̀н Шапюиза̀ (на френски: Stéphane Chapuisat) е бивш швейцарски футболист, нападател. Най-известен с изявите си за Борусия Дортмунд. Смятан е за един от най-добрите швейцарски нападатели. Отбелязал е с екипа на Борусия над 100 попадения в Бундеслигата. До 2014 г. е най-резултатният футболист на Борусия в евротурнирите, преди това постижение да бъде подобрено от Роберт Левандовски.